# Доња Панонија
Доња Панонија (лат. Pannonia Inferior) је била провинција у Панонској низији унутар Римског царства. Формирана је вероватно 103. године, издвајањем из територије Паноније, у оквиру припрема цара Трајана за рат против Дачана. Убрзо након њеног оснивања пала је под власт Франачке, а након поделе франачког царства припала је Немачкој. У састав Доње Паноније су улазили делови територије данашње Мађарске, Србије, Хрватске и Републике Српске. 

## Самосталност
За време кнеза Коцеља који је владао од 861. до 874, Доња панонија је стекла самосталност и мисионарска делатност Константина и Методија проширила се из Моравске у Панонију. Коцељ је подстицао богослужење (црквену службу) на старословенском језику. Када је Методије заточен, Коцељ је збачен с престола, а Доња Панонија је изгубила самосталност.

## Градови
Важнији градови у Доњој Панонији су били:
- Сирмијум (лат. Sirmium) (данашња Сремска Митровица),
- Мурса (лат. Mursa) (данашњи Осијек),
- Цертиса (лат. Certissa) (данашње Ђаково),
- Марсонија (лат. Marsonia) (данашњи Славонски Брод),
- Цибале (лат. Cibalae) (данашњи Винковци),
- Сопине (лат. Sopianae) (данашњи Печуј),
- Цучиум (лат. Cuccium) (данашњи Илок),
- Аквинкум (лат. Aquincum) нешто северније од данашње Будимпеште)...